# Walter Ris
Walter Stephen (Wally) Ris (Chicago, 4 januari 1924 – Mission Viejo, 25 december 1989) was een Amerikaans zwemmer. Hij was wereldrecordhouder en werd in 1948 olympisch kampioen op de 100 meter vrije slag en op de 4x200 meter vrije slag-estafette.

## Biografie
Walter Ris was lid van het Great Lake Navy-team dat tijdens de Tweede Wereldoorlog een wereldrecord vestigde op de 400 yards vrije slag-estafette. Na de oorlog ging hij studeren aan de University of Iowa. Ris triomfeerde zowel in 1947 als in 1948 bij de outdoorwedstrijden van de AAU op de 100 meter vrije slag en bij de NCAA-wedstrijden op de 100 yards vrije slag. Zijn succesvolste toernooi waren de indoorkampioenschappen van de AAU, waar hij vanaf 1945 vijf jaar achtereen de 100 yards vrije slag won.
Ris nam in 1948 deel aan de Olympische Zomerspelen in Londen. Hij won van beide wedstrijden waaraan hij meedeed de gouden medaille: de 100 meter vrije slag en de 4x200 meter vrije slag-estafette (met James McLane, Wally Wolf en William Smith). Op de estafette zette het Amerikaanse viertal met een tijd van 8.46,0 minuten een nieuw wereldrecord neer.
Hij werd in 1966 opgenomen in de International Swimming Hall of Fame. Ris overleed in 1989.

## Erelijst
- Olympische Zomerspelen: 2x

1896: Alfréd Hajós ·
1908: Charles Daniels ·
1912: Duke Kahanamoku ·
1920: Duke Kahanamoku ·
1924: Johnny Weissmuller ·
1928: Johnny Weissmuller ·
1932: Yasuji Miyazaki ·
1936: Ferenc Csik ·
1948: Walter Ris ·
1952: Clarke Scholes ·
1956: Jon Henricks ·
1960: John Devitt ·
1964: Don Schollander ·
1968: Mike Wenden ·
1972: Mark Spitz ·
1976: Jim Montgomery ·
1980: Jörg Woithe ·
1984: Rowdy Gaines ·
1988: Matt Biondi ·
1992: Aleksandr Popov ·
1996: Aleksandr Popov ·
2000: Pieter van den Hoogenband ·
2004: Pieter van den Hoogenband ·
2008: Alain Bernard ·
2012: Nathan Adrian ·
2016: Kyle Chalmers ·
2020: Caeleb Dressel ·
2024: Pan Zhanle
1908: Derbyshire, Radmilovic, Foster, Taylor ·
1912: Healy, Champion, Boardman, Hardwick ·
1920: McGillivray, Kealoha, Ross, Kahanamoku ·
1924: O'Connor, Glancy, Breyer, Weissmuller ·
1928: Clapp, Laufer, Kojac, Weissmuller ·
1932: Miyazaki, Yusa, Yokoyama, Toyoda ·
1936: Yusa, Sugiura, Taguchi, Arai ·
1948: Ris, McLane, Wolf, Smith ·
1952: Moore, Woolsey, Konno, McLane ·
1956: O'Halloran, Devitt, Rose, Henricks ·
1960: Harrison, Blick, Troy, Farrell ·
1964: Clark, Saari, Ilman, Schollander ·
1968: Nelson, Rerych, Spitz, Schollander ·
1972: Kinsella, Tyler, Genter, Spitz ·
1976: Bruner, Furniss, Naber, Montgomery ·
1980: Kopljakov, Salnikov, Stoekolkin, Krylov ·
1984: Heath, Larson, Float, Hayes ·
1988: Dalbey, Cetlinski, Gjertsen, Biondi ·
1992: Lepikov, Pysjnenko, Tajanovitsj, Sadovy ·
1996: Davis, Hudepohl, Schumacher, Berube ·
2000: Thorpe, Klim, Pearson, Kirby ·
2004: Phelps, Lochte, Vanderkaay, Keller ·
2008: Phelps, Lochte, Berens, Vanderkaay ·
2012: Lochte, Dwyer, Berens, Phelps ·
2016: Dwyer, Haas, Lochte, Phelps ·
2020: Dean, Guy, Richards, Scott ·
2024: Guy, Dean, Richards, Scott